# Niklas Ajo
Niklas Ajo, född 10 juli 1994 i Valkeakoski, är en finsk roadracingförare. Han tävlade i världsmästerskapen i Grand Prix Roadracing från säsongen 2010 till säsongen 2015. Först i 125GP och från säsongen 2012 i Moto3-klassen.
Ajo gjorde sin Grand Prix-debut 2010 i Valencias Grand Prix, i 125GP. Följande säsong, 2011, körde han hela VM-säsongen i 125-klassen för teamet TT Motion Events Racing på en Aprilia och blev 21:a i VM. I Moto3-klassen blev Ajo 19:e 2012 och 14:e 2013. Han körde KTM de åren. Roadracing-VM 2014 körde Ajo en Husqvarna för stall Avant Tecno Husqvarna Ajo. Roadracing-VM 2015 körde Ajo en KTM för RBA Racing Team men fick sluta mitt under säsongen eftersom teamet bröt kontraktet.
Niklas Ajo är son till Aki Ajo som är chef för roadracingstallet Ajo Motorsport.